# Мильджинське – Вертикос
Мильджинське – Вертикос – газопровід, за допомогою якого забезпечили видачу продукції кількох родовищ в Томській області Росії.
В 1999 році почала роботу установка підготовки газу Мильджинського родовища. Видачу товарного газу з неї організували по трубопроводу Мильджинське – Вертикос довжиною 114 км та діаметром 720 мм, який в кінцевому пункті передає ресурс до потужної системи Нижньовартовськ – Кузбас.
В 2002-му північніше почалась розробка Північно-Васюганського нафтогазоконденсатного родовища, товарний газ з установки підготовки якого відправляли по іншій перемичці до системи Нижньовартовськ – Кузбас довжиною 56 км. Втім, в 2012-му ввели в дію газопровід Північно-Васюганське – Мильджинське довжиною 74 (за іншими даними – 80) км та діаметром 325 мм, який дозволив транспортувати газоконденсатну суміш для підготовки на Мильджинській установці, тоді як Північно-Васюганську установку вивели з експлуатації.
Крім того, в 2015-му ввели в дію газопровід від Казанського нафтогазоконденсатного родовища через Північно-Останінське нафтогазоконденсатне родовище до Мильджинської установки. Він має довжину 206 км та виконаний в діаметрі 426 мм.
В 2020-му до ділянки Північно-Останінське – Мильджинське подали додатковий ресурс супутнього газу Арчинського та Урманського нафтових родовищ, для чого було потрібно прокласти ділянки Арчинське – Урманьске завдовжки 18 км та Урманське – Шингінське довжиною 97 км.